# 観戦
| ウィキペディアには「観戦」という見出しの百科事典記事はありません（タイトルに「観戦」を含むページの一覧/「観戦」で始まるページの一覧）。 代わりにウィクショナリーのページ「観戦」が役に立つかもしれません。 |